# Tour della nazionale maschile di rugby a 15 dell'Irlanda 1997
La Nazionale d'Irlanda di rugby a 15 effettuò, nel 1997, un tour che si svolse tra Oceania (a metà anno) e Italia (a dicembre).
Essendo i migliori elementi irlandesi impegnati nel tour dei British Lions in Sudafrica, la Federazione irlandese battezzò la spedizione in Oceania Irish A developmental tour e la Nazionale impegnata, l'Irlanda A, non concesse test match e presenze internazionali.
La spedizione oceaniana, che prevedeva cinque incontri di club in Nuova Zelanda più l'incontro con i New Zealand Māori nonché un ulteriore incontro in casa delle Samoa Occidentali, si risolse in una vittoria contro sei sconfitte complessive.
Il C.T. inglese dell'Irlanda, Brian Ashton, dovette forzosamente assemblare una formazione rimaneggiata e piena di molti giovani, dal carattere spiccatamente sperimentale; le prime tre partite furono pesanti sconfitte, 16-69 contro Northland, 15-74 contro New Zealand Academy (una sorta di Nazionale A) e 39-52 contro Bay of Plenty; la prima e unica vittoria giunse contro Thames Valley per 38-12.
Quando l'Irlanda perse 10-41 contro i New Zealand Māori Ashton parlò di progresso in quanto risultato ottenuto contro la più forte selezione del tour.
L'ultimo impegno del tour oceaniano fu ad Apia contro le Samoa Occidentali con una formazione che allineava solo tre elementi con test match al loro attivo (Conor O'Shea, Brian O'Meara e il capitano della spedizione Gabriel Fulcher).
Nonostante la sconfitta per 25-57 la prestazione fu giudicata positivamente in ragione della maggiore esperienza internazionale degli avversari e la temperatura proibitiva (sopra i trenta gradi) in cui la partita si tenne; fu anche vista come un punto di ripartenza dopo le carenti prestazioni dell'Irlanda maggiore.
A fine anno l'Irlanda fu in Italia per restituire la visita degli Azzurri che, a gennaio, avevano vinto a Dublino 37-29; il test match si svolse al "Dall'Ara" di Bologna e fu di nuovo una vittoria italiana, per 37-22, anche se fino al 55' il risultato era ancora in bilico sul 12-12; furono Diego Domínguez, Corrado Pilat e Cristian Stoica, in meno di dieci minuti, a scavare il solco tra le due squadre e ad assicurare la vittoria all'Italia.
La sconfitta in Italia fu vista come preludio a un inverno foriero di preoccupazioni in vista del Cinque Nazioni 1998 che, in effetti, fu chiuso con il whitewash irlandese.

## Risultati

### Oceania
| Whängärei 22 maggio 1997 | Northland | 69 – 16 | Irlanda A | Lowe Walker Stadium |

| Albany 26 maggio 1997 | NZ Academy | 74 – 15 | Irlanda A | North Harbour Stadium |

| Rotorua 29 maggio 1997 | Bay of Plenty | 52 – 39 | Irlanda A | Rotorua International Stadium |

| Paeroa 1º giugno 1997 | Thames Valley | 12 – 38 | Irlanda A | Paeroa Domain |

| Taupo 6 giugno 1997 | King Country | 32 – 26 | Irlanda A | Owen Delany Park |

| Palmerston North 10 giugno 1997, ore 19:30 UTC+11 | NZ Māori | 41 – 10 | Irlanda A | Arena Manawatu |

| Apia 14 giugno 1997, ore 16 UTC+12 | Samoa Occidentali | 57 – 25 | Irlanda A | Apia Park (12 000 spett.)\| Arbitro: \| Glenn Wahlstrom \| |
| Arbitro:                           | Glenn Wahlstrom   |         |           |                                                            |

### Italia
| Arbitro: | Didier Mené |

|                                          |      |                                           |
| 67’ Domínguez 72’ Pilat 76’ Stoica       | mt   | 80’ O’Mahony                              |
| 72’, 76’ Domínguez                       | tr   | 80’ Elwood                                |
| 12’, 30’, 39’, 51’, 60’, 80+5’ Domínguez | c.p. | 6’, 17’, 34’, 54’ D. Humphreys 71’ Elwood |